# Bescherellia elegantissima
Bescherellia elegantissima là một loài rêu trong họ Cyrtopodaceae. Loài này được Duby mô tả khoa học đầu tiên năm 1873.